# Comté de Glades
Le comté de Glades (Glades County) est un comté situé dans l'État de Floride, aux États-Unis. En 2020, la population était de 12 126 habitants. Son siège est Moore Haven. Le comté a été fondé en 1925 et doit son nom aux Everglades.

## Comtés adjacents
- Comté de Highlands (nord)
- Comté d'Okeechobee (nord-est)
- Comté de Martin (est)
- Comté de Palm Beach (sud-est)
- Comté de Hendry (sud)
- Comté de Lee (sud-ouest)
- Comté de Charlotte (ouest)
- Comté de DeSoto (nord-ouest)

## Principale ville
- Moore Haven

## Démographie
| Groupe                           | Comté de Glades | Floride | États-Unis |
| -------------------------------- | --------------- | ------- | ---------- |
| Blancs                           | 71,0            | 75,0    | 72,4       |
| Afro-Américains                  | 12,3            | 16,0    | 12,6       |
| Autres                           | 10,0            | 3,7     | 6,4        |
| Amérindiens                      | 4,6             | 0,4     | 0,9        |
| Métis                            | 1,7             | 2,5     | 2,9        |
| Asiatiques                       | 0,4             | 2,4     | 4,8        |
| Total                            | 100             | 100     | 100        |
|                                  |                 |         |            |
| Hispaniques et Latino-Américains | 21,1            | 22,5    | 16,7       |

| 1930  | 1940  | 1950  | 1960  | 1970  | 1980  |
| ----- | ----- | ----- | ----- | ----- | ----- |
| 2 762 | 2 745 | 2 199 | 2 950 | 3 669 | 5 992 |

| 1990  | 2000   | 2010   | - | - | - |
| ----- | ------ | ------ | - | - | - |
| 7 591 | 10 576 | 12 884 | - | - | - |